# Hubert Harrison
Pour les articles homonymes, voir Harrison.
Hubert Henry Harrison (1883-1927) est un militant activiste et essayiste américain d'origine caraïbes, figure pionnière et majeure de la renaissance de Harlem sur le plan politique, et fondateur du New Negro Movement (en).

## Biographie
Hubert Harrison est né le 27 avril 1883 sur l'île de Sainte-Croix, alors colonie danoise, de parents employés sur une vaste propriété appelée « Concordia ». L'un de ses proches camarades d'études est entre autres le futur militant D. Hamilton Jackson (en). 
Devenu orphelin à 17 ans, il rejoint sa sœur aînée à New York. Il exerce de petits métiers de jour, tout en suivant des cours du soir à la DeWitt Clinton High School pour acquérir un diplôme de l'enseignement supérieur — néanmoins, Harrison ne cessa jamais de s'éduquer, de lire, et se considérera comme un autodidacte. Dès 1903, il publie des articles remarqués pour leurs qualités, par exemple, dans The New York Times, dans lequel il décrit et témoigne sur un lynchage dans le sud américain. Au cours des dix premières années de sa vie newyorkaise, donne des conférences sur le poète Paul Laurence Dunbar, au St. Benedict's Lyceum, aux côtés d'Arthur Schomburg et du journaliste John Edward Bruce (1856-1924), ainsi que dans d'autres établissement comme le St. Mark's Lyceum, le White Rose Home et le YMCA réservé aux Afro-Américains. Peu à peu, il s'intéresse à la libre-pensée, et, très marqué par sa lecture de Thomas Henry Huxley, devient athéisme agnostique. Bientôt, il voit et dénonce la Bible comme support justifiant l'esclavage. En conséquence, il s'affirme comme un militant pour la laïcité, et la taxation des organisations religieuses.
En 1907, il trouve un emploi alimentaire à l'United States Postal Service. En 1909, il épouse Irene Louise Horton : le couple aura 5 enfants dont un garçon.
Harrison fut très tôt un militant proche de W. E. B. Du Bois et William Monroe Trotter et un farouche opposant aux politiques des présidents républicains Theodore Roosevelt et à William Howard Taft. En conséquence, il s'oppose régulièrement à Booker T. Washington, homme d'affaires républicain et président-fondateur de l'université Tuskegee, l'une des premières universités historiquement noires. En 1910, Harrison défie Washington avec deux articles polémiques publiés dans The New York Sun, à la suite de quoi, il est licencié de son emploi.
Georgiste à ses débuts, il entre en 1911 au sein du Parti socialiste d'Amérique (Socialist Party of America, SPA). Il devient rapidement le leader principal du mouvement socialiste noir américain. En 1912, il fait campagne pour Eugene Victor Debs, candidat socialiste aux présidentielles. Il publie à cette époque dans le journal New York Call et la revue mensuelle, The International Socialist Review, y développant une analyse matérialiste du racisme.
En 1913, Harrison évolue à la gauche du SPA et adhère au Industrial Workers of the World dont il devient l'un des porte-paroles aux côtés de Bill Haywood, Elizabeth Gurley Flynn, Carlo Tresca et Patrick L. Quinlan, lors de la grande grève textile de Paterson. Il est alors un partisan de l'action directe et du sabotage de l'outil de travail. Remettant systématiquement la lutte contre la ségrégation raciale au premier plan, Harrison commence à être mal vu au sein des élites du SPA, lesquelles finissent par l'écarter à partir de 1914.
Dès le début de la Première Guerre mondiale, Harrison se rapproches de la Modern school, mouvement américain amorcé dans la droite ligne de Francisco Ferrer. Il prend l'habitude de prendre la parole en public, dans la rue, à Harlem, sur le modèle du Speakers' Corner londonien. Cette activisme aura une grande influence sur A. Philip Randolph et Marcus Garvey. Dans sa revue New York Age, James Weldon Johnson, durant les années 1915-1916, rend hommage à ses interventions de rue. Il est surnommé The Black Socrates (le Socrate Noir). C'est à cette époque qu'Harrison concentre ses activités sur Harlem, investissant le Lafayette Theater et promeut le concept de Negro's Theater. Il est à l'initiative du New Negro Movement, exhortant la communauté noire à s'emparer de la littérature, et de toutes les formes artistiques. Alain Locke publiera en 1925, The New Negro, qui doit beaucoup à Harrison et ses actions militantes séminales.
En juin 1917, Harrison fonde la Liberty League et un organe de presse, The Voice: A Newspaper for the New Negro, réponse radicale à la National Association for the Advancement of Colored People (NAACP) fondée en 1909 et qu'il estime trop conciliante. Harrison milite pour un internationalisme, une indépendance politique et une conscience de classe noire. Il appelle à : une égalité totale en termes de droits civiques, une législation anti-lynchage au niveau fédéral, un renforcement des XIVe et XVe amendements, une réorganisation du syndicalisme ouvrier, un soutien sans faille au causes socialistes et anti-impérialistes, l'auto-défense armée, et de plus grandes efforts politiques reposant sur les masses. The Voice compte jusqu'à 10 000 abonnés avant de s'autosaborder en novembre, refusant de publier dans ses colonnes des réclames publicitaires pour des produits cosmétiques destinés à lisser les cheveux et à éclaircir la peau.
En 1918, il devient brièvement l'un des organisateurs de la Fédération américaine du travail (American Federation of Labor, AFL) et met en place le premier Negro-American Liberty Congress, avec William Monroe Trotter, et l'une des issues de ce meeting, outre son opposition à l'enrôlement massif d'Afro-Américains dans le cadre de la Première Guerre mondiale, fut de déposer une motion au Congrès américain contre la ségrégation raciale aux États-Unis auprès de lobbies à Washington DC. Cette motion est très mal reçue par Woodrow Wilson, le président américain d'origine sudiste faisant montre d'un total immobilisme. En conséquence, le Bureau du renseignement militaire (Military Intelligence Bureau, MIB) commence à miner systématiquement les actions du Liberty Congress, en organisant une contre-campagne visant à subvertir le NAACP en faveur de l'enrôlement des Noirs dans les forces de l'US Army : se laissant convaincre, W. E. B. Du Bois, rejoint les cadres militaires du MIB et prend publiquement ses distances vis-à-vis de Harrison. 
En 1919, Harrison lance un nouveau magazine militant, appelé New Negro. Le discours y est racisé, et internationaliste, convoquant toute la diaspora noire et non-blanche. Toutefois, il milite pour la non-violence et étend son analyse et ses perspectives politico-sociales anti-impérialistes à l'Inde, la Chine, l'Afrique, l'islam, témoignant d'une lucidité remarquable.
En janvier 1920, Harrison devient le principal rédacteur de Negro World, revue fondée par Marcus Garvey et l'Universal Negro Improvement Association and African Communities League. En octobre, devenu très critique à l'égard de Garvey, il prend ses distances, trouvant Garvey trop pro-Afrique — celui-ci promeut un retour en Afrique, « a Negro State in Africa » — ; la préoccupation majeure de Harrison est de rester concentrer sur le sort de la communauté Afro-Américaine. En 1922, il quitte définitivement Negro World. Il est l'un des plus virulents témoins du massacre de Tulsa (30 mai-1er juin 1921) et dénonce la responsabilité du Ku Klux Klan.
Par la suite et durant les cinq dernières années de sa vie, Harrison donne des conférences à New York, et publie abondamment dans différents journaux comme par exemple : The New York Times, New-York Tribune, New York World, New York Amsterdam News, New Republic et surtout Opportunity: A Journal of Negro Life... Il fonde en 1924 l'International Colored Unity League (ICUL) pour que les Afro-Américains se pensent en tant que communauté racialisée, fière, militante pour l'égalité des droits, autosuffisante et solidaire. 
Opéré d'urgence pour une péritonite juste après une conférence donnée à New York, il meurt le 17 décembre 1927 durant l'intervention à l'âge de 44 ans.

## Héritage et postérité
Harrison est relativement oublié aux États-Unis au cours des années 1930-1950. Cependant, un grand nombre d'intellectuels de son temps l'ont admiré et permirent à sa pensée de se propager : Eugene O'Neill, James Weldon Johnson, Henry Miller, Hermie Huiswoud, William Pickens, Bertha Howe, Hodge Kirnon, Oscar Benson sont de ceux-là. Harrison permit à de nombreux artistes et penseurs noirs d'émerger dans la sphère publique : par exemple Charles Sidney Gilpin, Andy Razaf, J. A. Rogers, Eubie Blake, Walter Everette Hawkins, Claude McKay, Solomon Plaatje, Lucian B. Watkins, et Augusta Savage.
Ses écrits, sa pensée, ont été redécouverts par Martin Luther King, Malcolm X, Angela Davis. 
Dans les années 2000, les écrits d'Harrison sont étudiés dans le cadre des études culturelles. Le chercheur Jeffrey B. Perry a consacré plus de trente ans de sa vie à ce penseur. Avec l'université Columbia, il a entrepris la réédition de ses ouvrages et la publication de ses écrits inédits ainsi que de ses nombreux articles en les numérisant et en les mettant en ligne à titre gratuit en 2020.

## Écrits
Hubert Harrison a publié peu de livres mais énormément de textes sous la forme d'articles et de pamphlets. Jeffrey Babcock Perry a réuni la plupart de ses textes en une série d'éditions critiques.
- (en) The Negro and the Nation, New York, Cosmo-Advocate publishing Company, 1917, 64 p.
- (en) When Africa Awakes. The « Inside Story » of the Stirrings and Strivings of the New Negro in the Western World, New York, The Porro Press, 1920 — lire en ligne.
- A Hubert Harrison Reader, introduction et notes de Jeffrey B. Perry, Middletown, (CT), Wesleyan University Press, 2001.
- (en) Jeffrey Babcock Perry (éd.), Hubert Harrison: the Voice of Harlem radicalism, 1883-1918, Columbia university press, 2009.
- (en) Jeffrey Babcock Perry (éd.), Hubert Harrison: the Struggle for equality, 1918-1927, Columbia University Press, 2021.